# Operation Aspen
Operation Aspen var ett initiativ av det svenska utrikesdepartementet för att få till stånd förhandlingar mellan FNL och USA i det pågående Vietnamkriget. En svårighet gällde frågan om amerikanskt bombstopp och vilka eftergifter FNL skulle gå med på. Det svenska initiativet ledde aldrig till fredsförhandlingar.

## Kontakter med FNL
Sommaren 1965 hölls ett möte i det svenska utrikesdepartementet mellan utrikesminister Torsten Nilsson, kabinettssekreterare Leif Belfrage, chefen för UD:s politiska avdelning Dick Hichens-Bergström samt kanslisekreterare Jean-Christophe Öberg. Öberg hade arbetat vid de svenska ambassaderna i Saigon och Bangkok och berättade att det från olika håll kommit förslag att Sverige skulle ta något initiativ för att på så vis få igång förhandlingar mellan parterna i Vietnamkriget: den sydvietnamesiska befrielseorganisationen FNL och USA.
På förslag av Öberg beslutade utrikesministern att man skulle ta kontakt med FNL och ställa frågan om FNL var berett att utan förhandlingar eller avtal vid en viss tidpunkt inställa alla stridshandlingar i både Syd- och Nordvietnam. Uppdraget att kontakta FNL gick till den svenske ambassadören i Alger, Bengt Rabaeus, som kontaktade FNL:s representant Huynh van Tam den 7 september. Drygt en månad senare fick Rabaeus svar: tiden var inte inne för kontakter med USA eftersom USA krävde villkorslös kapitulation och ökade sin krigsinsats. FNL var dock intresserad av fortsatta kontakter med Sveriges regering.
Dessa kontakter fortsatte på olika platser i världen. Särskilt viktig var kontakten med Nordvietnams ambassad i Warszawa där Belfrage och Hichens-Bergström regelbundet träffade Nordvietnams ambassadör. Även Sovjetunionen hade fått nys på det svenska initiativet men i Moskva hade man inga särskilda förväntningar på att det skulle lyckas.
På hösten 1966 träffade Sveriges ambassadör i Peking Lennart Petri den nordvietnamesiska ambassadören i Warszawa och förklarade att Sverige var berett att medverka till en uppgörelse för att striderna skulle upphöra.

## Kontakter med USA
Den 11 november 1966 besökte utrikesminister Nilsson Washington DC och träffade vicepresident Hubert H. Humphrey. För vicepresidenten berättade Nilsson om de krav som Nordvietnams ambassadör i Warszawa framförde för att FNL skulle medverka i förhandlingar: amerikanskt bombstopp, inga militära aktioner i den demilitariserade zonen samt erkännande av FNL som "berättigad förhandlingspart". Nilsson kunde också berätta vilka krav som Nordvietnams utrikesminister Nguyen Duy Trinh hade för att skapa ett förhandlingsklimat: amerikanskt bombstopp i Nordvietnam och erkännande av FNL som den främste av flera företrädare för Sydvietnams folk.
Samma dag fick utrikesminister Nilsson träffa USA:s utrikesminister Dean Rusk. Rusk ville veta vilka eftergifter FNL kunde göra om USA gick med på bombstopp. Rusk berättade att USA kunde tänka sig att gå med på att erkänna Nordvietnam, fredlig återförening och att Sydvietnams egna angelägenheter skulle lösas av vietnameserna. Däremot kunde man inte gå med på ett villkorslöst amerikanskt tillbakadragande.
Två veckor senare förklarade USA vilka eftergifter man förväntade sig att Nordvietnam skulle gå med på för bombstopp: minskad infiltration i Sydvietnam från norr och genom Laos, minskad militär aktivitet i Sydvietnam och ett stopp av kidnappandet av statstjänstemän i Sydvietnam.
Under 1967 fortsatte de svenska kontakterna med FNL för att bena ut frågan vilka eftergifter FNL kunde gå med på vid ett amerikanskt bombstopp. Den 23 november 1967 efterlyste Dean Rusk svar på hur FNL skulle använda ett bombstopp. Skulle FNL till exempel beskjuta amerikanska positioner med artilleri i förvissning om att inte själva bli flygbombade?
Öberg träffade nordvietnamesiska diplomater i Warszawa före jul 1967. Från nordvietnamesisk sida krävde man inte att bombstoppet skulle vara för evigt. Vad gällde den militära praktiken berodde det helt på vilka offensiva drag som de amerikanska styrkorna genomförde.

## Initiativet misslyckas
Det nordvietnamesiska svaret skickades vidare till Rusk men när det anlände, den 2 februari 1968, hade FNL startat Tet-offensiven, och ett amerikanskt bombstopp var då inte längre aktuellt. Den 21 februari 1968 deltog utbildningsminister Olof Palme i en demonstration mot Vietnamkriget tillsammans med Nordvietnams moskvaambassadör. USA reagerade på detta med att två veckor senare kalla hem sin ambassadör från Stockholm.
På våren 1967 hade Dagens Nyheter fått veta att det fanns ett svenskt initiativ för att få slut på Vietnamkriget. Chefen för UD:s politiska avdelning Hichens-Bergström gjorde då upp med DN:s redaktionschef Börje Dahlqvist att tidningen inte skulle skriva något i utbyte mot att UD genast skulle kontakta tidningen om någon annan tidning kontaktade UD i samma ärende. På våren 1968 fick UD veta att Aftonbladet var på väg att skriva om saken och kontaktade DN som 23 mars avslöjade det svenska fredsinitiativet. Efter att det hela blivit offentligt var det inte längre möjligt med diskreta kontakter mellan Sverige och övriga parter.
Den 31 mars 1968 beslutade president Lyndon Johnson om ett amerikanskt bombstopp norr om 20:e breddgraden. Den 3 april förklarade Nordvietnam att den var beredd att inleda förhandlingar.